# Eddie Mathews
Edwin Lee "Eddie" Mathews (13 de octubre de 1931-18 de febrero de 2001) fue un jugador de béisbol de Estados Unidos que actuó como tercera base en Grandes Ligas. Está considerado como uno de los mejores tercera base de todos los tiempos. Fue elegido como miembro del Salón de la Fama en 1978.

## Carrera en Grandes Ligas
Debutó en Grandes Ligas en 1952, bateando 25 jonrones, incluidos tres en un juego. En 1953, los Braves se mudaron a Milwaukee donde conectó 47 cuadrangulares, promediando para .302, mientras impulsaba 135 carreras. Durante nueve temporadas consecutivas conectó al menos 30 jonrones, liderando en dos ocasiones la Liga Nacional (1953, 1959).
En 1957, los Braves ganaron la Liga Nacional y avanzaron a la Serie Mundial donde se enfrentaron a los New York Yankees. El cuarto partido de la Serie fue decidido por Mathews, al conectar un cuadrangular en el décimo inning; los Braves, terminaron imponiéndose a los Yankees con Mathews realizando el último out de la Serie (out forzado sobre Gil McDougald).
Mathews fue el único jugador en jugar para los Braves en Boston, Milwaukee y Atlanta.

### Houston Astros y Detroit Tigers
Mathews fue traspasado a los Houston Astros antes del comienzo de la temporada de 1967. Ese año, se convirtió en el séptimo jugador de la historia en arribar a la marca de 500 jonrones. Durante esa misma temporada (1968) fue traspasado a los Detroit Tigers, con los que disputó la Serie Mundial de 1968 en la cual los Tigers se impusieron a los St. Louis Cardinals.
Entre 1954 y 1966, él, junto a su compañero de equipo Hank Aaron, conectaron un total de 863 cuadrangulares (Aaron 442, Mathews 421), superando al dúo de los Yankees de Babe Ruth y Lou Gehrig, como los líderes de todos los tiempos en Grandes Ligas.

### Carrera como entrenador
Dirigió a los Atlanta Braves de 1972 a 1974. Él era el director del equipo cuando Hank Aaron conectó su cuadrangular número 715.

## Reconocimientos
En 1999, “The Sporting News” lo ubicó en el puesto 63 de la lista de los 100 mejores jugadores de béisbol de la historia (100 Greatest Baseball Players) y fue nominado como finalista para el Juego de la Centuria de las Grandes Ligas (Major League Baseball All-Century Team). Los Atlanta Braves retiraron su número en el 2001.